# Baptria nigrescens
Baptria nigrescens là một loài bướm đêm trong họ Geometridae.